# Oscar Gatto
Oscar Gatto (Montebelluna, 1 januari 1985) is een voormalig Italiaans wielrenner.

## Carrière
Gatto kwam in 2015 uit voor de Italiaanse ploeg Androni Giocattoli-Sidermec. Hij staat bekend als een goede sprinter, maar heeft zich inmiddels ontwikkeld tot een renner die zich in de voorjaarsklassiekers vooraan laat zien. In 2011 wist hij een Giro-rit te winnen voor Alberto Contador. In 2012 werd hij derde in de Strade Bianche en in het begin van 2013 wist hij Dwars door Vlaanderen te winnen. Op 1 augustus 2016 werd bekend dat hij een contract voor twee jaar had getekend bij Astana Pro Team.

## Belangrijkste overwinningen
2005
6e etappe Ronde van de Aostavallei
Ronde van Canavese, Beloften
2006
6e etappe Giro delle Regioni, Beloften
Coppa Citta' di Asti, Beloften
4e etappe Ronde van Veneto
2009
3e etappe Ronde van Sardinië
1e etappe deel B Internationale Wielerweek (ploegentijdrit)
2010
GP Nobili Rubinetterie – Coppa Città di Stresa
1e etappe Brixia Tour (ploegentijdrit)
2011
2e etappe Ronde van Reggio Calabria
8e etappe Ronde van Italië
Trofeo Matteotti
Ronde van Romagna
2012
Ronde van Veneto-Coppa Placci
3e etappe Ronde van Padanië
2013
Dwars door Vlaanderen
2014
2e en 4e etappe Ronde van Oostenrijk
2015
1e en 4e etappe Sibiu Cycling Tour
2016
3e etappe Ruta del Sol
2017
Proloog Ronde van Oostenrijk

## Resultaten in voornaamste wedstrijden
| Jaar | Ronde van Italië | Ronde van Frankrijk | Ronde van Spanje |
| ---- | ---------------- | ------------------- | ---------------- |
| 2007 | 141e (laatste)   |                     |                  |
| 2008 | opgave           |                     | 127e             |
| 2009 | 149e             |                     |                  |
| 2010 |                  |                     |                  |
| 2011 | 104e (1)         |                     |                  |
| 2012 | 113e             |                     |                  |
| 2013 | 98e              |                     |                  |
| 2014 | 116e             |                     | opgave           |
| 2015 | opgave           |                     |                  |
| 2016 |                  | 156e                |                  |
| 2017 |                  |                     |                  |
| 2018 |                  |                     |                  |
| 2019 |                  |                     |                  |
| 2020 |                  |                     |                  |

| Jaar | Milaan-San Remo | Gent-Wevelgem | Ronde van Vlaanderen | Parijs-Roubaix | Amstel Gold Race | Luik-Bast.‑Luik | Ronde van Lombardije | Waalse Pijl | Omloop Het Nieuwsblad |  | WK op de weg |  | Wereldranglijsten |
| ---- | --------------- | ------------- | -------------------- | -------------- | ---------------- | --------------- | -------------------- | ----------- | --------------------- |  | ------------ |  | ----------------- |
| 2007 |                 | 61e           | opgave               | opgave         |                  |                 |                      |             |                       |  |              |  |                   |
| 2008 |                 | 123e          | opgave               | opgave         |                  |                 |                      |             | opgave                |  |              |  |                   |
| 2009 | 127e            |               |                      |                |                  |                 |                      |             |                       |  |              |  |                   |
| 2010 | 63e             |               |                      |                |                  |                 |                      |             |                       |  |              |  |                   |
| 2011 | opgave          |               |                      |                |                  |                 |                      |             |                       |  |              |  |                   |
| 2012 | 14e             | 20e           | 45e                  | opgave         | opgave           |                 |                      |             | 18e                   |  | 13e          |  |                   |
| 2013 | 20e             |               | 15e                  |                |                  |                 |                      |             | 58e                   |  |              |  |                   |
| 2014 | 46e             | 33e           | 25e                  |                |                  |                 |                      |             |                       |  |              |  |                   |
| 2015 | 43e             |               | 47e                  |                |                  |                 | opgave               |             | 40e                   |  |              |  |                   |
| 2016 | 65e             | 37e           | 26e                  | opgave         |                  |                 |                      |             | 18e                   |  |              |  |                   |
| 2017 | 25e             | opgave        | opgave               |                | opgave           |                 |                      |             | 5e                    |  |              |  | 132e (UWT)        |
| 2018 | 36e             | 143e          | 52e                  | opgave         | opgave           |                 |                      |             | 38e                   |  |              |  | 332e (UWT)        |
| 2019 | 104e            |               |                      |                |                  |                 |                      |             |                       |  |              |  |                   |
| 2020 | opgave          |               | opgave               |                |                  | opgave          |                      | opgave      |                       |  |              |  |                   |

## Ploegen
- 2006 –  Team LPR (stagiair vanaf 1-8)
- 2007 –  Gerolsteiner
- 2008 –  Gerolsteiner
- 2009 –  ISD-Neri
- 2010 –  ISD-Neri
- 2011 –  Farnese Vini-Neri Sottoli
- 2012 –  Farnese Vini-Selle Italia
- 2013 –  Vini Fantini-Selle Italia
- 2014 –  Cannondale
- 2015 –  Androni Giocattoli-Sidermec [a]
- 2016 –  Tinkoff
- 2017 –  Astana Pro Team
- 2018 –  Astana Pro Team
- 2019 –  BORA-hansgrohe
- 2020 –  BORA-hansgrohe

1. ↑  Tot mei heette de ploeg Androni Giocattoli, maar na het aantrekken van Sidermec als cosponsor werd de naam veranderd.